# تودا کاتسوتاکا
تودا کاتسوتاکا (به ژاپنی: 戸田勝隆); ۱۷ مارس ۱۵۶۷ – ۸ آوریل ۱۶۱۲) سامورایی، دایمیو در اوزو، اهیمه در دوره سنگوکو اهل ژاپن بود. وی یکی از فرماندهان در تهاجم ژاپن به کره (۱۵۹۸–۱۵۹۲) بود و ۳۹۰۰ سرباز در اختیار داشت. در هنگام جنگ کره به علت بیماری درگذشت.